# 綠黃色社會·長屋晴子的All Night Nippon X
《綠黃色社會・長屋晴子的All Night Nippon X》是由日本放送製作，於2022年4月6日（5日深夜）至2024年3月27日（26日深夜）播出的直播廣播節目。

## 概要
以下為2022年3月16日舉行的All Night Nippon X新任主持人發布記者會上披露的內容 。
對於此次的任命，綠黃色社會・長屋晴子對於自己就任All Night Nippon系列節目主持人的感受，表示：「『ANN』給我的印象是有名的人經營的廣播節目，對於自己能否順利地融入其中有點擔心，盼能盡己所能向著成為名人而努力。上次我受到了聽眾的幫助，所以希望以後也能繼續被聽眾們幫助。聽眾之中有很多比我更有趣的人，希望能借助大家的力量，一起成長並一同努力。」
針對「歷代的『ANN』的廣播主持人中憧憬的對象是誰？」的提問，則回應：「菅田將暉先生。憧憬他展現出與平時作為藝術家帥氣部分有所不同的另一面。」 

## 放送時間
- 日本時間每週三 0:00-0:58（周二深夜）
- 2022年4月20日（19日深夜）[3]和5月4日（3日深夜） [4]為播放事先預錄的內容。
- 8月10日（9日深夜），因放該時段放送「鼴鼠騎士的All Night Nippon X[5]」而暫停一次。
- 8月31日（30日深夜），因放該時段放送「ハラミちゃん的All Night Nippon X[6]」而暫停一次。
- 9月7日（6日深夜），因放該時段放送「緑黄色社會的All Night Nippon X[7]」而暫停一次。
- 9月14日（13日深夜），因放該時段放送「緑黄色社會的All Night Nippon X[8]」而暫停一次。

## 主持人
- 長屋晴子（綠黃色社會）

## 嘉賓與其他出演者
- 2022年4月20日（19日深夜）- 小林由美子（以野原新之助的名義預先錄製）
- 2022年6月15日（14日深夜）- 吉岡聖惠（線上遠端預先錄製）
- 2022年6月29日（28日深夜）- 天野夏實（長屋晴子的高中同學、綠黃色社會初代貝斯手[9]）直播出演
- 2022年10月20日（18日深夜）- ジェラードン（ 長屋晴子個人喜歡、並一直希望其能來出演節目的搞笑藝人組合）直播出演

## 主要單元・企劃

### 長屋晴子的朋友之牆
該單元是與贊助廠商Saison Card的商業合作企劃。在與朋友不多的長屋晴子交朋友的單元中，聽眾投稿成為朋友的個人特點，以該個人特點為判斷基礎，長屋晴子以圈或叉的方式判定是否能成為朋友。然而，獲得圈判定的狀況極罕見，幾乎大部分都予以叉判定。獲得圈判定代表成功跨越了朋友之牆，因此將獲得作為紀念品的「跨越了朋友之牆」版本的卡片（卡上印有投稿者的廣播名稱與序號），而獲得叉判定則能獲得「沒能跨越朋友之牆」版本的卡片。
從7月27日（26日深夜）開始，期間限定舉辦，以電話直播的形式，聽眾直接於通話中發表自己的個人特點，再由長屋晴子提問並判斷是否能成為朋友。該期間，除了上述的紀念品以外，還贈送的作為獎品組合的特製「OSA 毛巾」。

#### 過去的企劃
- 4月20日（19日深夜）的放送，野原新之助也一同出演錄製，並回答了來自聽眾的提問。此外，該期節目中也實施了名為「鑑賞小新」的企劃。內容為讓長屋晴子從5份音檔中猜中哪一個是真正的小新的聲音，而其也成功回答出正解。除了一般聽眾募集之中挑選的3份音檔之外，在電影《蠟筆小新：激戰！塗鴉王國與差不多四勇者》中擔任防衛大臣配音的山田裕貴[10]也参加了音檔錄製。

## 相關項目
- All Night Nippon

## 外部鏈結
- 官方網站 （页面存档备份，存于）
- 緑黄色社会・長屋晴子のオールナイトニッポンX【公式】的X（前Twitter）   (2022 年 3 月 3 日-)